# Catedral de La Plata
Catedral de La Plata är en kyrkobyggnad i La Plata i Argentina. Kyrkan, som började byggas 1884, är den 58:e högsta kyrkan i världen. Den invigdes 1902, och blev katedral 1932. Under 1990-talet renoverades kyrkan.